# Fuencalenteja
Fuencaliente de Puerta o Fuencalenteja es una localidad situada en la provincia de Burgos, comunidad autónoma de Castilla y León (España), comarca de Páramos, ayuntamiento de Humada .

## Datos generales
En 2024, contaba con 14 habitantes. Está situado 6,5 km al este de la capital del municipio, Humada, pasando por San Martín, con acceso desde la carretera N-627, atravesando Talamillo. Ubicado a orillas del mismo nombre, aguas arriba de Fuente Úrbel, con bonitos paisajes por descubrir.
Wikimapia/Coordenadas: 42°39′4″ N 4°0′39″ O

## Situación administrativa
Entidad Local Menor cuyo alcalde es Don Saturnino Ortega García (PP).

## Historia
Esta población aparece citada en el Becerro de las behetrías en 1352.
Lugar que formaba parte de la Cuadrilla de Valdelucio en el Partido de Villadiego. Era uno de los catorce que formaban la Intendencia de Burgos, durante el periodo comprendido entre 1785 y 1833. En el Censo de Floridablanca de 1787 aparecía como jurisdicción de señorío, siendo su titular el duque de Frías, que nombraba alcalde pedáneo.
Antiguo municipio de Castilla la Vieja en el partido de Villadiego código INE-095046
En el censo de la matrícula catastral contaba con 6 hogares y 22 vecinos.
Entre el censo de 1857 y el anterior, este municipio desaparece porque se integra en el municipio Humada.

## Parroquia
Iglesia de Santa Águeda, patrona del pueblo. Cuenta con una puerta con ojival, nave estilo gótico y retablo de principios del siglo XVII. Su pila bautismal es románica y está decorada.

## Parajes
Humedal conocido como La Laguna, donde abundan patos y otras aves. Flora autóctona.

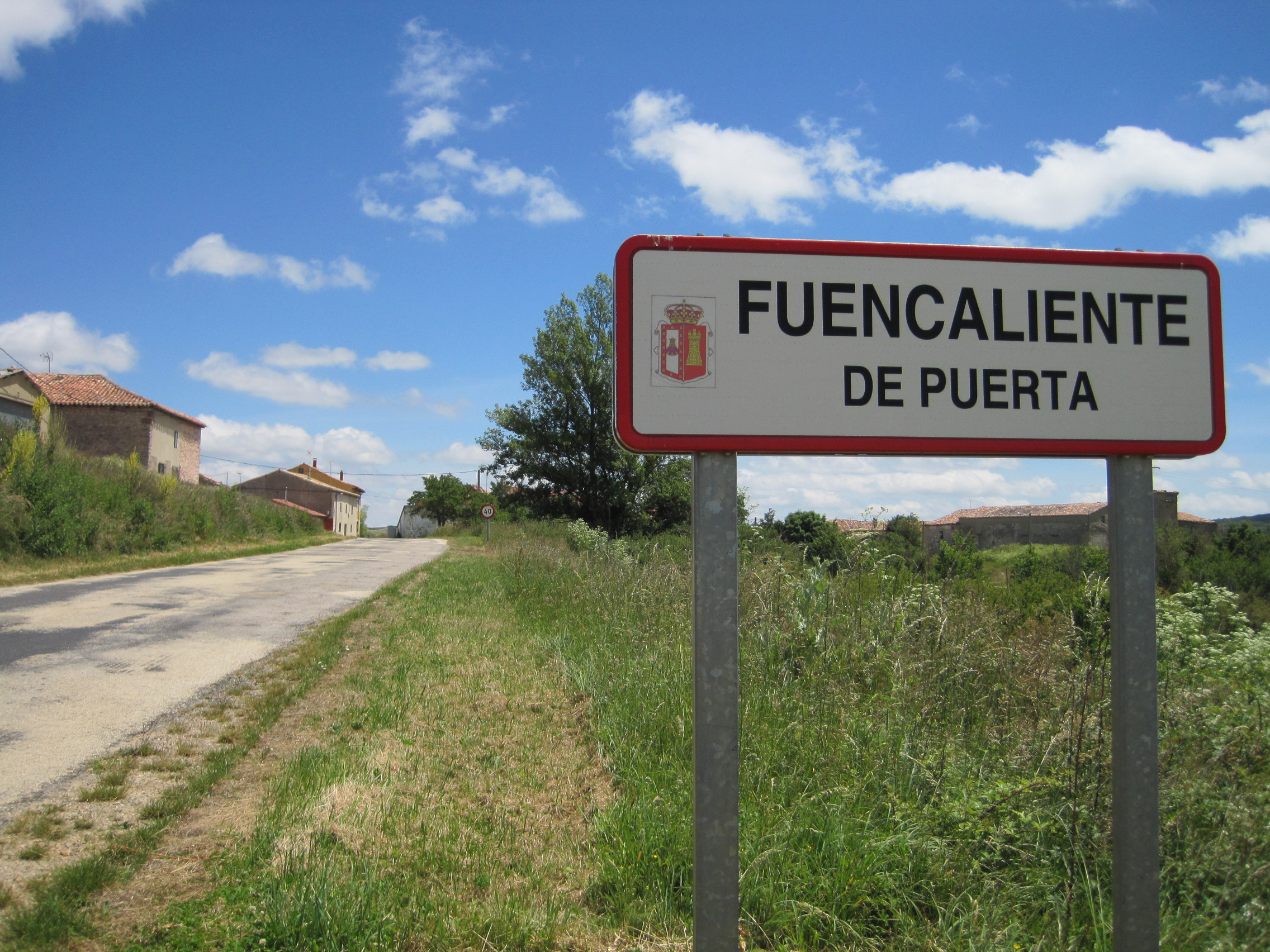
Fuencaliente de Puerta Bienvenida

Fuente romana.